# 旬 (裕木奈江のアルバム)
『旬』（しゅん）は、裕木奈江の3枚目のオリジナル・アルバム。1993年12月12日にSony Recordsより、規格品番：SRCL-2812で発売された。
1993年に発売されたCDは廃盤になったが、2022年2月16日からストリーミング配信された。

## 収録曲
全編曲：萩田光雄（特記以外）
1. みんな笑った（4分57秒）
作詞：まさごろ／作曲：小室哲哉
2. 青空挽歌（3分56秒）
作詞：松本隆／作曲・編曲：細野晴臣
3. 不思議ね（4分17秒）
作詞：まさごろ／作曲：堺泰馬
4. いたずらがき（4分19秒）
作詞：松本隆／作曲・編曲：細野晴臣
5. 勇気がほしい（5分03秒）
作詞：田口俊／作曲：広橋真紀子
6. 転校（4分02秒）
作詞・作曲：伊勢正三
7. 冬の東京（5分12秒）
作詞：田口俊／作曲：山崎ハコ
8. りんごでもいっしょに （4分54秒）
作詞・作曲：村下孝蔵
村下は1994年発売アルバム『愛されるために』でセルフカバーした。
9. 夜と朝のすき間に（5分33秒）
作詞：裕木奈江／作曲：矢萩渉
10. 虹色の世界地図（4分46秒）
作詞・作曲：山崎ハコ